# خالينا كوزمينكو
آغافيا «خالينا» أندرييفنا كوزمينكو (1978–1897) معلمة أوكرانية، ولا سلطوية ثورية. بعد انتقالها إلى جنوب أوكرانيا، أصبحت شخصية بارزة في صفوف حركة مخنوفشتشينا، وهي حركة جماهيرية لتأسيس مجتمع شيوعي تحرري. ترأست كوزمينكو الأنشطة التعليمية للحركة، وشجعت على الأكرنة وعملت مدافعة جريئة عن حقوق المرأة. هربت مع زوجها، القائد العسكري اللاسلطوي نستور ماخنو، من القمع السياسي في أوكرانيا إلى المنفى عام 1921. أنجبت ابنتها إيلينا ميخنينكو أثناء سجنها بسبب الأنشطة التخريبية في بولندا، وأحضرتها معها إلى باريس. بعد وفاة زوجها، أدى اندلاع الحرب العالمية الثانية إلى ترحيلها للعمل القسري، أولًا من قبل النازيين ثم من قبل السوفييت. بعد إطلاق سراحها، قضت أيامها الأخيرة مع ابنتها في كازاخستان.

## سيرتها الذاتية

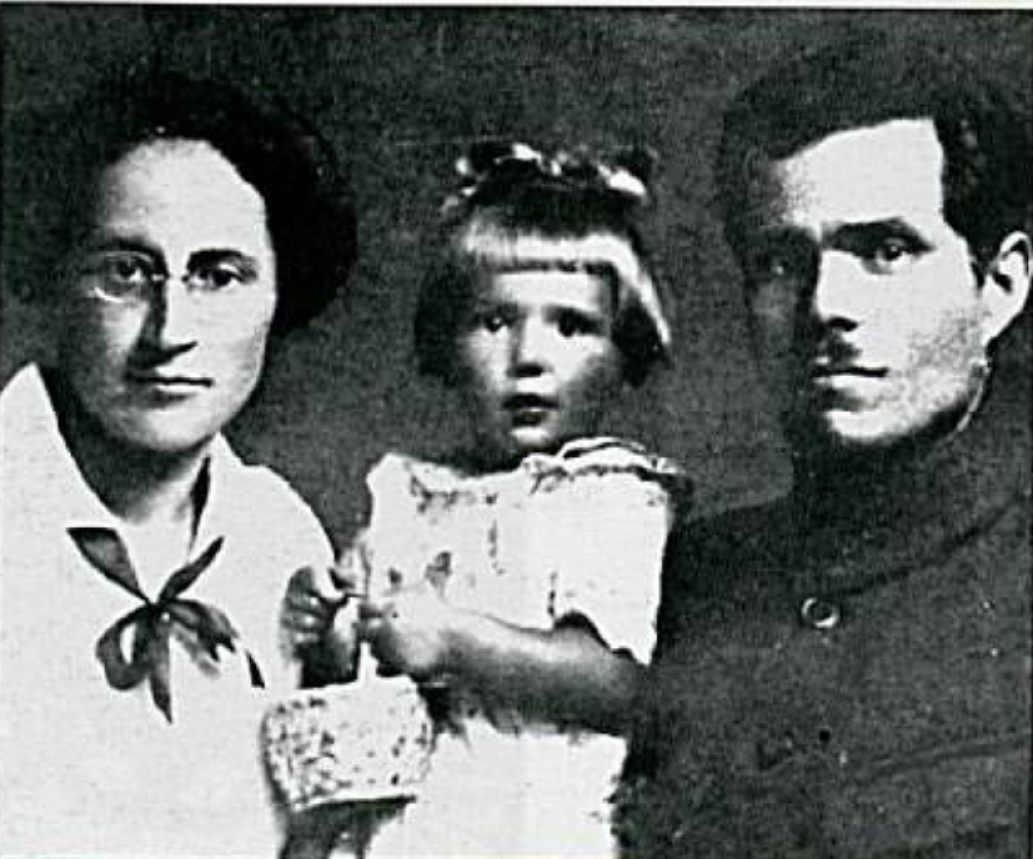
غالينا كوزمنكو ونيستور مخنو مع ابنتهما عام 1925.

ولدت أغافيا أندرييفنا كوزمينكو، التي عرفت فيما بعد باسم خالينا أندرييفنا كوزمينكو، في كييف. بعد ولادتها، انتقل والداها إلى قرية بيشاتشيني بيرد، في إليسافيتجراد رايون في محافظة خيرسون (حاليًا كيروفوهراد أوبلاست). عمل والدها، وهو مزارع سابق، في شركة السكك الحديدية الجنوبية الغربية (ساوثويستيرن ريلويز)، قبل أن يعود إلى الزراعة عندما كانت خالينا تبلغ من العمر 10 سنوات. في عام 1916، تخرجت كوزمينكو من مدرسة المعلمات في دوبروفليشكيفك، وعُينت لاحقًا في مدرسة ابتدائية في قرية هوليايبول الصغيرة في جنوب أوكرانيا، حيث درست تاريخ أوكرانيا واللغة الأوكرانية، كجزء من منهج الدولة الأوكرانية الذي كان قد تم إنشاؤه حديثًا.

### الأنشطة الثوريّة
أحد أصدقاء كوزمينكو حذرها من الذهاب إلى هوليايبول، مستشهدًا بقصص عن «قاطع طريق اسمه ماخنو». في ربيع عام 1919، قابلت نستور ماخنو هذا وبدأت علاقة رومانسية معه. بحلول صيف عام 1919، تزوجته. تزعم بعض الروايات أن زفافهما أقيم في كنيسة في مسقط رأس كوزمينكو في بيشانياي بريد، على الرغم من أن كوزمينكو نفت في وقت لاحق أنهما أقاما حفل زفاف في الكنيسة. مثل زوجها الجديد، الذي كان معروفًا في جميع أنحاء جنوب أوكرانيا باسم باتكو (بالإنجليزية: الأب)، مُنحت كوزمينكو أيضًا الاسم التكريمي: ماتوشكا (بالإنجليزية: الأم).
بعد ذلك أصبحت مشاركةً قياديةً في حركة مخنوفشتشينا، وهي حركة جماهيرية لتأسيس مجتمع شيوعي تحرري في جنوب أوكرانيا. شاركت كوزمينكو في إنشاء لجنة الأنشطة المناهضة لمخنوف وحاربت داخل الجيش الأوكراني الثوري المتمرد في أوكرانيا كمشغلة مدفع رشاش. وبصفتها شخصية نسائية بارزة داخل ماخنوفشتشينا، أصبحت «مدافعة لا تعرف الكلل» عن المرأة وحقوقها، حيث أفيد أنها أعدمت شخصيًا عددًا من المخنوفيين الذين ارتكبوا جرائم الاغتصاب.
قادت كوزمينكو المبادرات التعليمية في المنطقة، والتي كانت مستوحاة من أعمال المربي الكاتالوني فرانسيسك فيرير. أثرت من موقعها كرئيسة لاتحاد المعلمين الإقليمي، على عدد من المعلمين للانضمام إلى ماخنوفشتشينا، وأُعدم الجيش الأحمر عددًا من المعلمين من مسقط رأسها لتعاطفهم المخنوفي. ركزت جهودها التعليمية على تمويل هذه الأنشطة، وتنظيم التعليم في المناطق الحدودية التي يسيطر عليها المخنوفيون، وإدارة مجالس المدارس المشتركة بين المعلمين وأولياء الأمور، ووضع مناهج دراسية جديدة. قبل الهزيمة العسكرية للاسلطويين، كان لدى الفلاحين والمعلمين والأطفال على حد سواء نظرة جيدة إلى النظام، ويرجع ذلك أساسًا إلى الجهود المبذولة لإطعام أطفال المدارس الفقراء غالبًا.
قادت كوزمينكو أيضًا مجموعة صغيرة من المثقفين في الترويج لأكرنة مخنوفشتشينا، والعمل على وجه التحديد لزيادة استخدام اللغة الأوكرانية في منشورات المخنوفيين ومحاولة التأثير على الحركة لتتجه نحو القومية الأوكرانية. ساعدت هذه المجموعة على إقامة وفاق سريع بين المخنوفيين وجمهورية أوكرانيا الشعبية في سبتمبر 1919، بينما اتخذت أيضًا موقفًا حاسمًا ضد الحركة البيضاء وطرحت نهجًا تحرريًا للتحرر الوطني. ولكن، بعد اكتشاف مؤامرة قومية للإطاحة بماخنو ودمج الجيش المتمرد في الجيش الشعبي الأوكراني، يُزعم أن كوزمينكو نفسها شاركت فيها، انقلب المخنوفيون ضد القوات المحيطة بسيمون بتليورا وطردوا القوميين المتبقين من قيادة الحركة. واصل العمال الثقافيون الأوكرانيون أنشطتهم داخل ماخنوفشتشينا، وواصلت كوزمينكو نفسها جهودها الخاصة بالأوكرنة، ولكن تم تهميش التوجه القومية بشكل حاسم داخل الحركة، وانتصرت بذلك نظرية الأممية اللاسلطوية.
في أعقاب حصار بيريكوب في نوفمبر 1920، انقلب البلاشفة على المخنوفيين، الذين كانوا في وضع لا يحسدون عليه. خلال الفترة اللاحقة من حرب العصابات، ادعى المؤرخ السوفيتي ميخائيل كوبانين أن نفوذ «المجموعة الشوفينية» التابعة لكوزمينكو ازداد، مع اتجاه حركة ماخنوفشتشينا أكثر نحو القومية الأوكرانية، في حين بدأ العديد من الأيديولوجيين اللاسلطويين بالخروج من الحركة. رفض ماخنو نفسه هذه التهمة، مدعيًا أن كوبانين قد خلط بين النظريات اللاسلطوية للحكم الذاتي والقومية. في حين رفض المؤرخ الأمريكي فرانك سيسين في وقت لاحق فكرة أن ماخنو كان قوميًا في أي وقت مضى، فقد شكك أيضًا في مزاعم ماخنو بأن كوزمينكو لم تكن قومية، مشيرًا إلى أنه «لا يتوافق مع ما هو معروف عنها». أكد إسحاق تيبر أنها استمرت في تبني وجهات النظر القومية حتى عام 1922، وفقدت تعاطفها مع التوجه القومي الأوكراني خلال فترة وجودها في المنفى.
في 13 أغسطس 1921، انضمت كوزمينكو إلى زوجها و100 من فرسان الخيالة في تراجع نحو بولندا. خلال فترة الانسحاب، مروا عبر بيشاتشيني بيرد، حيث حاولت إقناع والديها بالمجيء معهم. لكنهم رفضوا وأطلق الجيش الأحمر النار عليهم بعد فترة وجيزة. عبروا نهر دنيستر إلى رومانيا بعد سلسلة من الاشتباكات مع الجيش الأحمر، التي تركت ماخنو بجروح خطيرة، في 28 أغسطس. أقاموا لفترة وجيزة في معسكر اعتقال في براشوف، قبل منح كوزمينكو وماخنو الإذن بالانتقال إلى بوخارست.

### نفيها
غادروا رومانيا بعد فترة متوترة من المفاوضات بين الحكومتين الرومانية والأوكرانية السوفيتية حول تسليم الماخنويين، في 11 أبريل 1922، وعبروا الحدود إلى بولندا. نقل كل من كوزمينكو وماخنو و 17 من مؤيديهم في وقت لاحق إلى معسكر اعتقال في سترزالكو، حيث احتجزوا لمدة نصف عام. في 18 يوليو، ذهبت كوزمينكو إلى وارسو كي تطلب أن تسمح الحكومة بالإفراج عنهم، ولكن سرعان ما طردتها وزارة الشؤون الداخلية. التقت بعد ذلك بممثلين عن أوكرانيا السوفيتية، وناقشت معهم خطتهم بأن يقود المخنوفيون انتفاضة انفصالية في غاليسيا، مطالبين بالمال والدعم للمعتقلين المخنوفيين المتمردين. في 22 يوليو، قدمت طلبًا للحصول على تأشيرة لزيارة العاصمة السوفيتية الأوكرانية خاركيف، بينما طالبت أيضًا بالإفراج عن جميع السجناء السياسيين اللاسلطويين، وإنهاء القمع السياسي، وتوسيع عدد من الحريات المدنية في أوكرانيا، عارضةً بالمقابل نزع السلاح الكامل لحركة المخنوفيين. لكن هذه الشروط قوبلت بالسلبية فقط من الحكومة السوفيتية الأوكرانية، التي كانت تحاول الإيقاع بالمخنوفيين في شرك مؤامرة ضد البولنديين، على أمل أن يؤدي ذلك لاحقًا إلى الإفراج عنهم.
بعد فترة وجيزة، اتهمت الحكومة البولندية المخنوفيين بالتآمر لانتفاضة انفصالية مدعومة من الاتحاد السوفيتي في غاليسيا واتهمتهم أيضًا بالخيانة. أثناء سجنها وانتظار المحاكمة، في 30 أكتوبر 1922، أنجبت كوزمينكو ابنتها: إيلينا ميخنينكو. أسفرت محاكمة المخنوفيين في نهاية المطاف عن تبرئتهم، وهو ما تفاعلت معه كوزمينكو بتأثر واندهاش. في 3 ديسمبر 1923، تم إطلاق سراح المخنوفيين أخيرًا من الحجز وإصدار تصاريح إقامة لهم، ومنح ماخنو وكوزمينكو إذنًا بالبقاء في تورون. وصلوا إلى المدينة بعد بضعة أسابيع، حيث أقاموا أولًا في فندق محلي ثم وجدوا شقة، وإن كانت بإيجار باهظ الثمن. أدت ضغوط الحياة في المنفى، إلى جانب المراقبة المستمرة والاعتقال من حين لآخر من قبل السلطات، إلى تدهور في علاقة كوزمينكو مع ماخنو. خلال هذه الفترة، تجادل الزوجان في كثير من الأحيان واتهم ماخنو كوزمينكو بأنها كانت على علاقة مع شريكهم في التهم إيفان خمارا.
انتقلت العائلة في نهاية المطاف إلى باريس، حيث عمل كلا كوزمينكو وماخنو في وظائف غريبة من أجل كسب ما يكفي من المال لإعالة أنفسهم. في عام 1927، انفصل الزوجان أخيرًا، وغادرت كوزمينكو باريس للانضمام إلى منظمة من المنفيين الأوكرانيين الموالين للسوفييت، والتي بذلت من خلالها محاولات فاشلة متكررة للعودة إلى أوكرانيا. بحلول مارس 1934، تدهورت صحة ماخنو تمامًا ونقلته كوزمينكو إلى المستشفى، وزارته بانتظام خلال أيامه الأخيرة ووقفت بجانبه عندما توفي. حضرت جنازته مع ابنتهما، لكن قيل إن الحزن استولى عليها لدرجة لم تستطع الحديث. بعد بضعة أشهر، بعثت برسالة إلى مجلة اللاسلطوية النقابية بروبوجديني، دافعت فيها عن زوجها الراحل ضد مقال تشهيري نشر في الصحيفة القومية نوفا بورا، ونفت بشكل قاطع عددًا من التهم الموجهة إليه وكتبت سيرة ذاتية موجزة له ولماخنوفشينا. اهتمت أيضًا بالمخطوطات الخاصة بالمجلدين الثاني والثالث من مذكرات ماخنو، وعهدت بها إلى لجنة مساعدات قامت بدورها بتمريرها إلى فولين للنشر.
بقيت كوزمينكو في فرنسا مع ابنتها حتى اندلاع الحرب العالمية الثانية، عندما قبض عليهم النازيون ورحلوهم إلى برلين، حيث تم استخدامهم كسخرة. بعد معركة برلين، تم القبض عليهم من قبل السوفييت وتم تسليمهم إلى كييف، حيث حكم على كوزمينكو بثماني سنوات من العمل القسري في موردوفيا، بتهمة التحريض الثوري المضاد. في أعقاب وفاة ستالين وفترة دوبان خروتشوف، سُمح لكوزمينكو بلم شملها مع ابنتها في جامبل، حيث عملت في مصنع للقطن، عاشت في المدينة الكازاخستانية حتى وفاتها في 23 مارس 1978.